# Куммерський музей мистецтв і сади
Куммерський музей мистецтв і сади - музей, що розташовано у Джексонвіллі, штат Флорида. Він був засновано у 1961 році після смерті Ніни Куммер, що заповіла свої сади й особисту колекцію мистецтва новому музею. Музей Куммера з того часу розширився майном, що належало зятю Ніни. Музей все ще має оригінальні дизайни саду та частину її будинку з його історичним меблюванням. Музей та сади щорічно приваблюють 130 000 відвідувачів.
Постійна колекція музею наразі включає понад 5 тисяч творів мистецтва, що починаються з 2100 року до Р.Х. до XXI сторіччя. Колекція музею особливо рясна європейськими та американськими картинами, а також містить значні фонди Майсенської порцеляни. У музеї також є освітянський центр Art Connections.
На території музею є три квіткові сади, найстаріший з яких 1903 року. Ці сади зберегли своє первісне планування більше століття тому й були розроблені ландшафтними дизайнерами, такими як брати Олмстед, Томас Міхен й сини та Еллен Біддл Шипман. Куммерські сади є у Національному реєстрі історичних місць.

## Історія

### Родина Куммерів

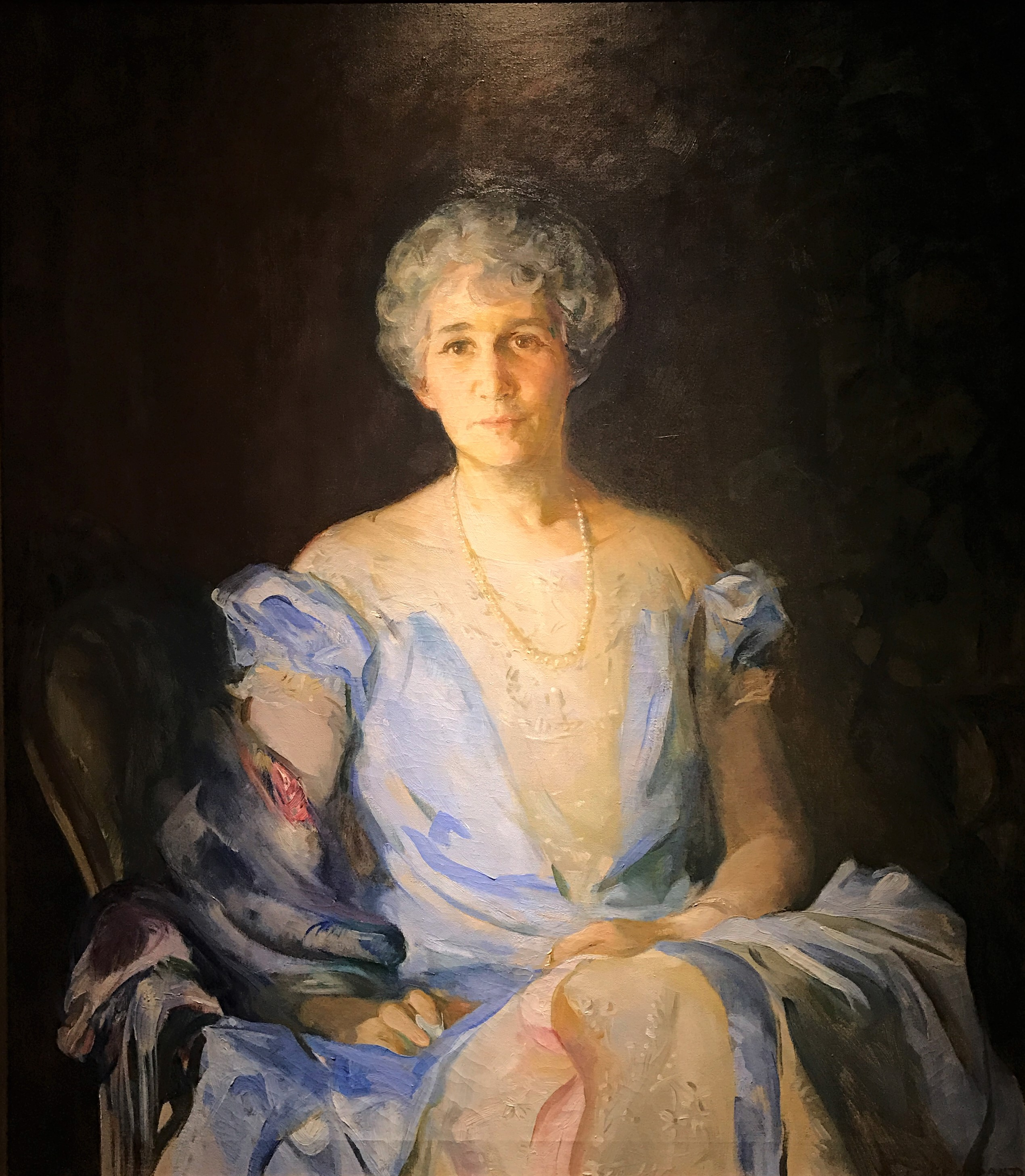
Ніна Куммер

Історія Куммерського музею бере свій початок з 1902 року. Того року Артур та Ніна Куммер побудували свій будинок на Ріверсайд авеню. Батьки Артура Веллінгтон й Ада Куммер жили поруч, а брат Артура Волдо й свекруха Клара жили поруч. Веллінгтон Куммер був багатим лісопильником з Каділлака, штат Мічиган, що переїхав до Джексонвіля у 1896 році. Компанія Cummer Lumber була, в один момент, найбільшим землевласником у Флориді. Веллінгтон також побудував Джексонвільську й Південно-Західну залізницю.
У 1906 році на своєму медовому місяці Ніна та Артур Куммер придбали свій перший витвір мистецтва - картину під назвою «Вздовж течії» безпосередньо у художника Пола Кінга. На картині зображено 2 чоловіки, що їдуть на возах запряжені конями на пляжі. У 1931 році Ада Куммер померла й її два сини зруйнували старий будинок й розділили майно. Тоді Ніна Куммер найняла ландшафтну архітекторку Еллен Біддл Шипман для створення Італійського саду на її та Артура ділянках. Клара Куммер надала ділянку для створення Олмстед саду.
Після смерті Артура у січні 1943 року Ніна Куммер серйозно почала колекціонувати мистецтво. За п’ятнадцять років до смерті Ніна розширила свою колекцію мистецтв до шістдесяти творів, всі вони досі перебувають у колекції музею. У 1957 році, за рік до своєї смерті, Ніна оголосила, що її подарунки "стануть лише невеликим початком до широкого бачення" й сподівається, "що інші поділяться цим баченням й завдяки їх інтересу та внеску допоможуть створити тут центр краси та культури, гідні громади». Вона створила музейне фонд  ДіЕтте Холден Куммера, що названо за її померлою дочкою немовлятою, для управління своїм баченням після смерті.

### Музей

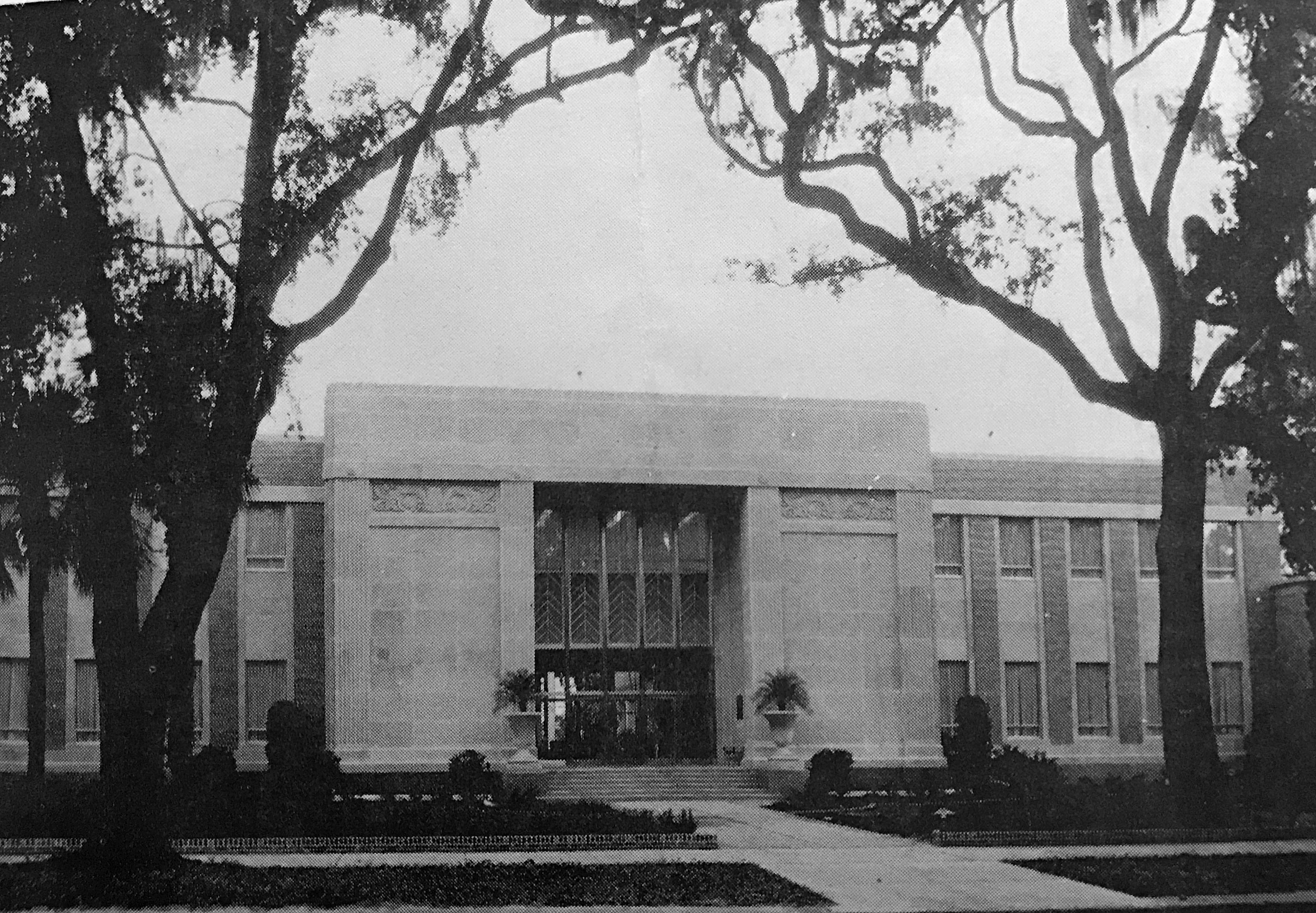
Нова будівля галереї Каммер, з брошури 1965 року.

Ніна Куммер й Клара Куммер, обидві тепер вдови, померли у 1958 році. Ніна Куммер залишила свій маєток включаючи свої сади для музею для розміщення її колекції мистецтв. У 1960 році обидва будинки братів й сестер були знесені, щоб побудувати музей. Власність Клари та Волдо була продана, де тепер розташовано офіс Північно-Східної Флориди Американського Червоного Хреста та навчальний центр Куммера Art Connections. Частини садів також була знищена під час цього знесення. Нова будівля була спроектована Саксельбі та Пауеллом та побудована у 1961 році. Їй надано фасад арт-деко та внутрішній двір, що покритий теракотовою плиткою старовинного даху Куммерів. Одну кімнату від оригінального будинку Куммера, відомого як кімната Тюдор, зберегли та включили до нового музею. Куммерський музей мистецтв й сади, тоді отримав назву Куммерська галерея, відкрився 11 листопада 1961 року.
На відкритті голова Джексонвілю Гайдон Бернс зазначався: "Нарід Джексонвіля ніколи не отримував подарунку, порівнянного за великодушністю чи красою музею... заповіт на спадщину минулого й представляє силу та характер тих, хто був керівником Джексонвіля у минулому." Виставляли колекцію музею, а також три спеціальні виставки: колекцію 51 гравюри Джеймса Макбі (зараз це частина постійної колекції музею), підбірку французьких картин, позичених у Нью-йоркській галереї, та виставку американського мистецтво позичену від Національної академії дизайну.
У 1971 році, через десять років після відкриття музею було додано новий флігель для мистецтва 17 сторіччя.
У 1989 році музей придбав давньоєгипетську стелу, що датується 2100 роком до Р.Х., що робить її найстарішим витвором мистецтва в колекції музею.

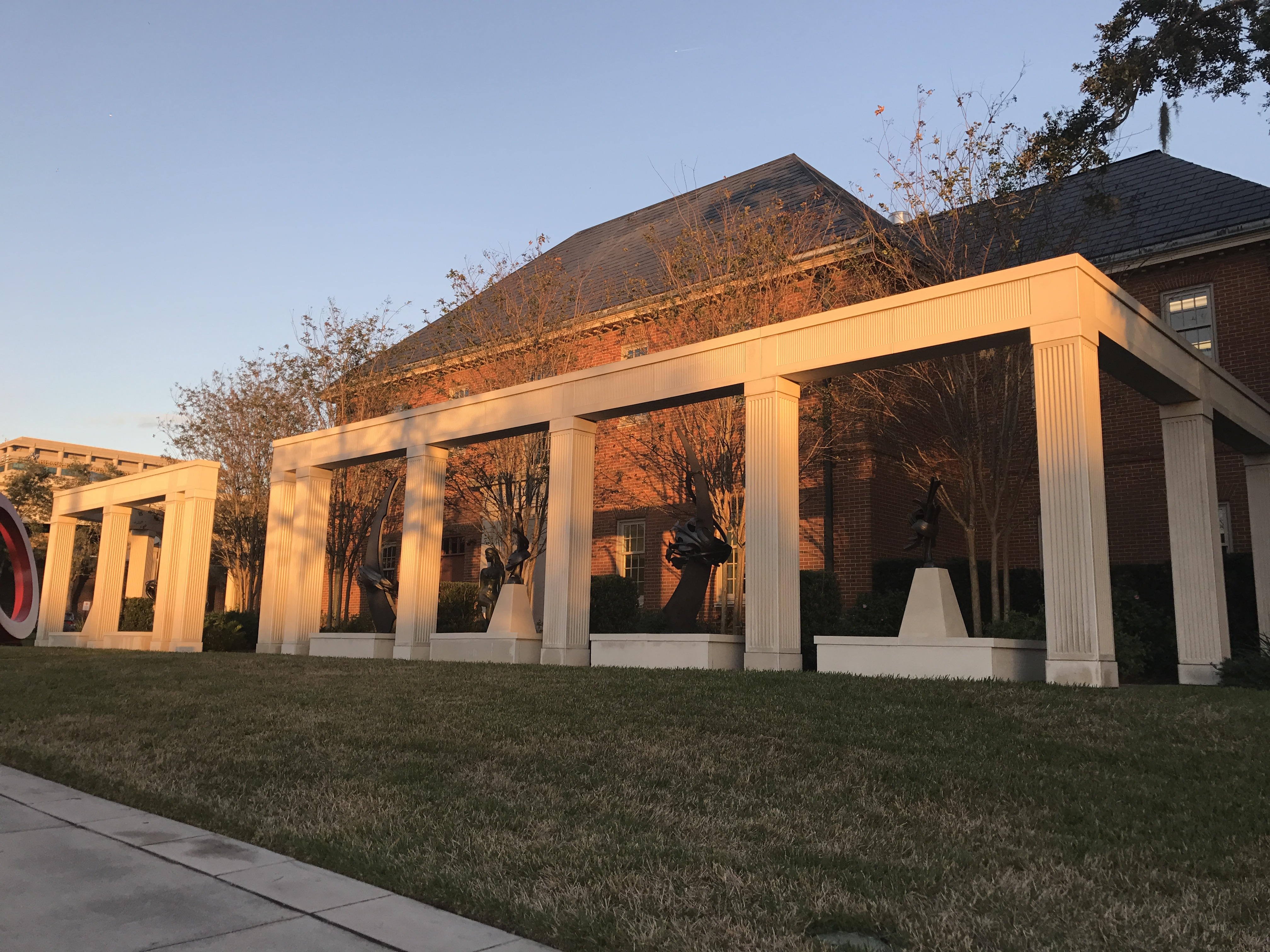
Будівля Барнетта за скульптурним садом музею.

Куммерський музей придбав будівлю Барнетта на початку 1990-х й переробив 1-ий поверх у навчальний центр музею, Art Connections та використовує 2-ий для адміністративних кабінетів. Дві будівлі були з'єднані Вестибюлем Барнетта й ще 2 основні галереї були додані. Це розширення було завершено у 1992 році. На початку 2002 року музей придбав сусідній Жіночий клуб Джексонвіля, - житловий будинок у стилі Тюдор для місця для програм та заходів музею. Музей також придбав Галерею американського мистецтва Якобсена у 2005 році, та Мейсонську галерею у 2006 році.
2010 року Куммерські сади були внесені до Національного реєстру історичних місць.
У 2016 році оголошено, що будівля колишньої Жіночого клубу Джексонвіля, що коштувала музею 7 мільйонів доларів, має бути знесена через зараження підземними термітами Формосана.

## Колекція

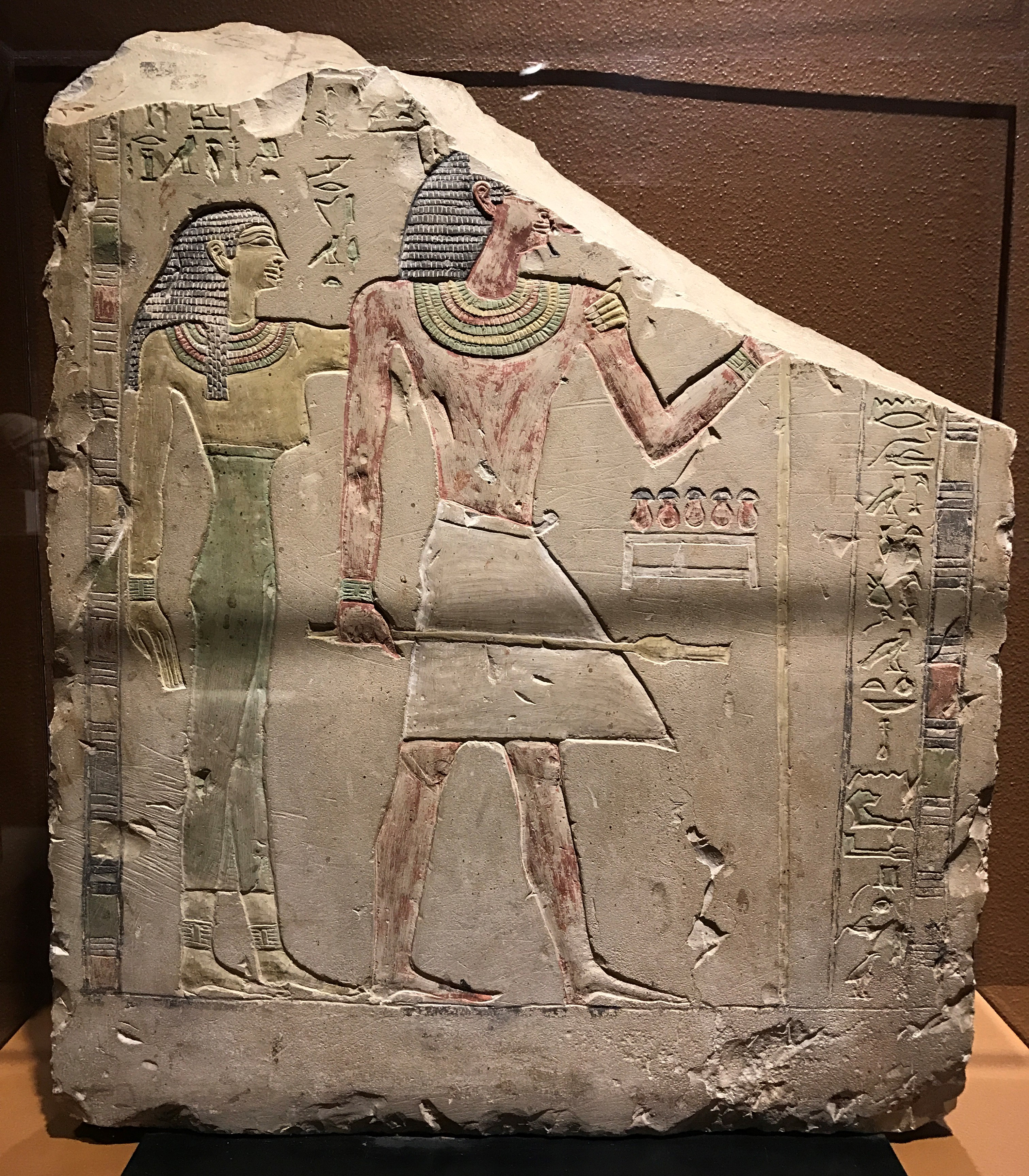
Стародавня єгипетська стела Іку та Мер-імат, c. 2100 р. до Р.Х.

Художня колекція музею Куммера розширилася з понад 60 творів колекції Ніни Куммер до понад 5000 творів мистецтва. Постійна колекція охоплює 2100 роки до Р.Х. до 21 сторіччя й включає твори, створені Пітером Полом Рубенсом, Вінслов Гомером, Томасом Мораном, Норманом Роквеллом й Ромаром Берденом. Тут також розміщено колекцію Варка "Рання Майсенська порцеляна".

### Спеціальні колекції

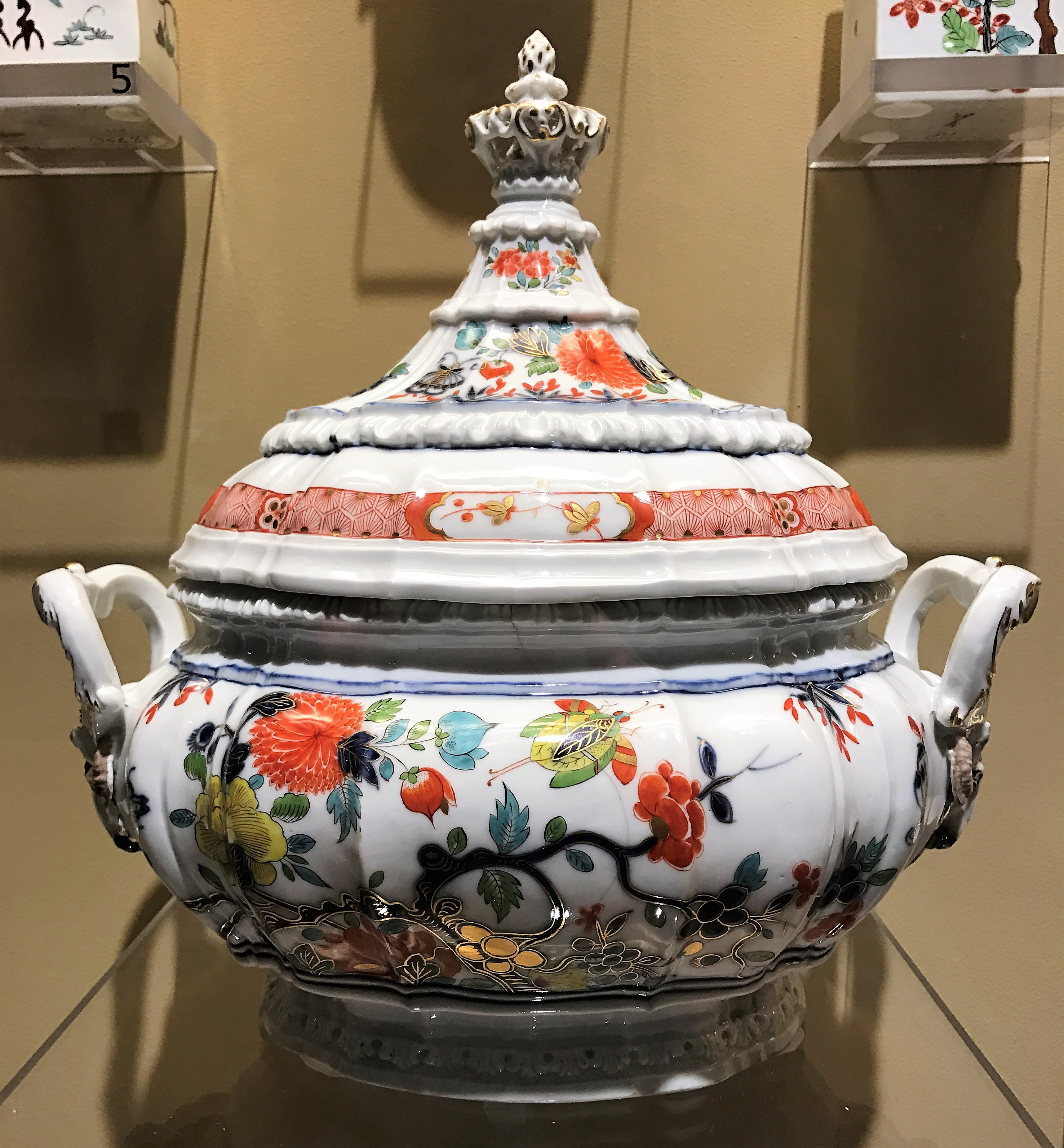
Частинка колекції Майсенської порцеляни.

Куммерський музей має сім спеціальних колекцій:
- Колекція Констанс І. та Ральфа Х. Варка з ранньої майсенської порцеляни - Ральф Варк почав збирати Майсенську порцеляну в 1922 році. За ці роки він придбав колекцію понад 700 штук. Варк іта його сестра Констанс переїхали до святого Сент-Аугустін й подарували колекцію Куммер у 1965 році.[11]
- Колекція Евгена Луї Шарвот - понад 200 робіт, створені Ежен Луїсом Шарвотом, французьким лікарем й армійським офіцером, а також художником.[23]
- Колекція Джозефа Джефферса Доджа - 230 робіт американського художника-реаліста Джозефа Джефферса Доджа.[23]
- Колекція японських відбитків Денніса К. Хейса - колекція з 190 японських гравюр, що охоплюють 19 та 20 сторіччя.[23]
- Колекція Джеймса Макбі — одна з найбільших колекцій творів Джеймса Макбі за межами його рідної Шотландії.[23]
- Колекція Юджина Сайведжа — колекція робіт члена Національної академії дизайну Юджина Сайведжа, що зображує традиції семінолів 1930-х років.[23]
- Архіви постійної колекції та рідкісні книги - колекція архівних матеріалів та рідкісних книг, що доповнюють інші спеціальні колекції, що включає частину особистої бібліотеки Куммерів.[23]  Кімната Тюдор

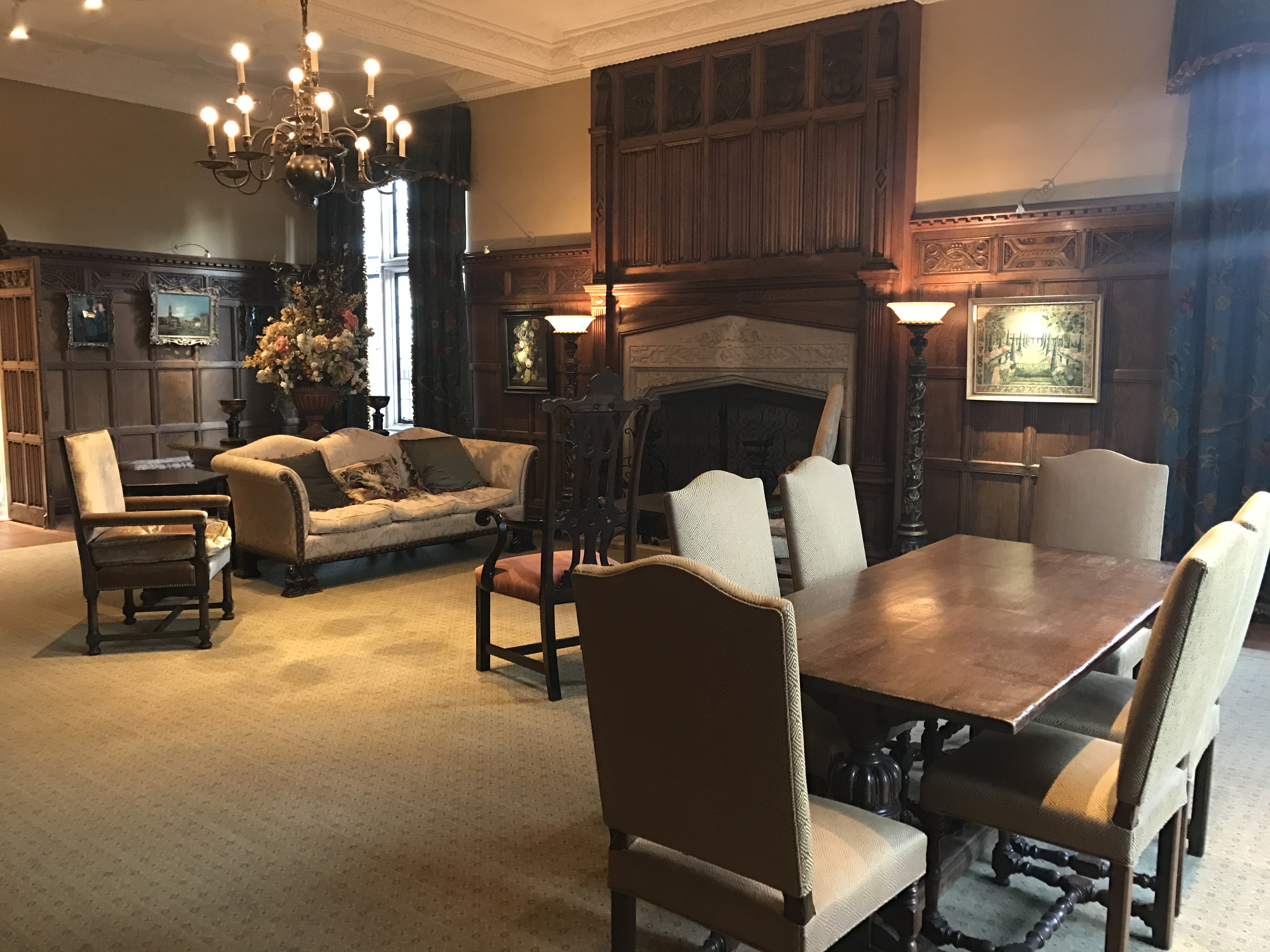
Кімната Тюдор

### Кімната Тудора
Тюдорська кімната є єдиним приміщенням з оригінального будинку Куммерів, була збережена для того, щоб «громадськість взагалі могла насолодитися деяким розумінням особистості власника». У ньому збереглися всі історичні меблі, включаючи ряд картин з оригінальної колекції «Куммерів». Тут також представлені портрети Ніни та Артура Куммера, а також рукоділля Ніни, що зображує її італійський сад.

### Скульптури
Ряд скульптур, що входять до складу Постійної колекції, розташовано навколо музею. Джанет Скуддера "Хлопець, що біжить" демонструється у дворі, а серія "Ентропія №26" Ріїса Бервелла - над італійським садом. Скульптура Меркурія невідомого художника стоїть у центрі Олмстедського саду. Полювання Діани американської художниці Ани Хаят Хантінгтон розташована у верхньому ярусі садів. Сад скульптури оточує будинок Барнетта. Різні інші твори експонуються всередині музею.

## Сади
Куммерські сади - 0,6 гектари  історичних садів, що складаються з місцевих рослин Флориди, великих живих дубів та ряду басейнів, фонтанів, прикрас та скульптур. Вони розділені на три тематичні сади та велику галявину над річкою Сент-Джонс. Багато первісних дерев у власності було вирубано, щоб звільнити місце для квітників, але ті, що залишилися виросли до 45 метрів. Ніна Куммер прийняла лева як свій особистий мотив, що можна зустріти по всьому саду.
Перші сади у маєтку Куммера були спроектовані Оссіаном Коулом Сімондом у 1903 році, одразу після добудови будинку. Томас Міхан та сини з Філадельфії переробили цей сад і створили те, що стане відомим як Англійський сад у 1910 році. Еллен Біддл Шипман спроектувала Італійський сад у 1931 році. Сади Клари та сад Волдо були розроблені Вільямом Ліманом Філіпсом, партнером у фірмі братів Олмстед. Брати Ольмстед також порадили Ніні щодо дизайну настінного саду у 1922 році, але вона вирішила посадити сад, розроблений Вільямом Мерсером з Філадельфії. Куммерські сади були обрані до Національного реєстру історичних місць, оскільки вони представляють історію американського ландшафтного дизайну 1900-1940 років.

### Англійський сад

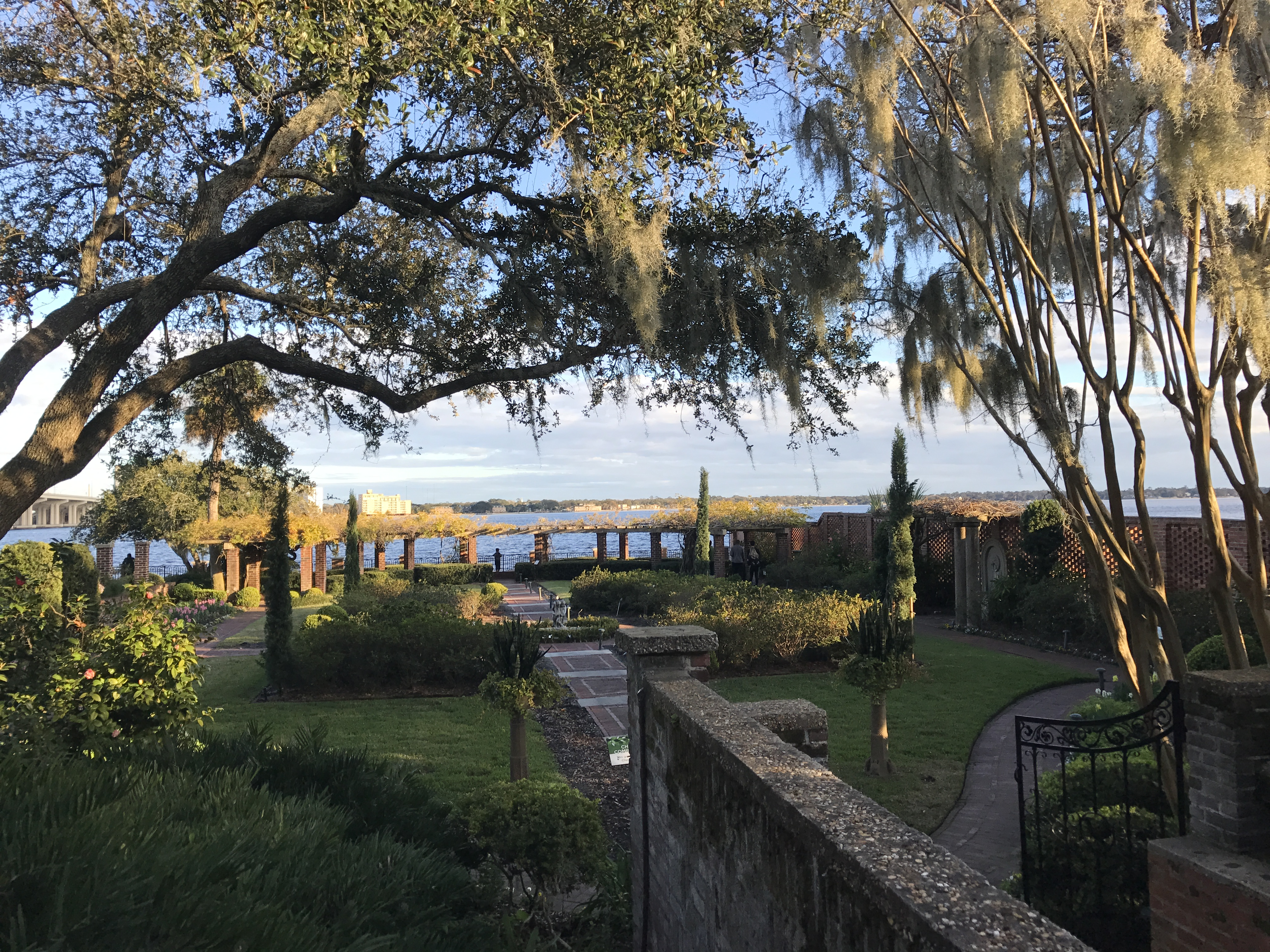
Англійський сад

Англійський сад - це прямокутний сад з цегляними стежками, перголою, що містить кипариси у голові саду, та ряд статуй та садових прикрас. У саду сотні місцевих дерев, чагарників та багаторічних рослин, особливо азалій. Він також має настінний сад, що було влаштовано у 1922 році. Центральною частиною саду є велика альтанка вістерії.
Томас Міхан та сини з Філадельфії розробили Англійський сад у 1910 році. Спочатку він був відомий як Сад Вістерії. У 1925 році Ніна відвідала лекцію про азалії, що читав Х. Гарольд Юм, садівник, відомий своєю роботою з азаліями, камеліями та цитрусовими. Ця лекція викликала інтерес до азалій, тому вона відвідала сади азалії у Чарлстоні, Південна Кароліна, для натхнення. За порадою Юма, вона пересадила велику частину свого англійського саду ними, перейменувавши його на Сад Азалій.

### Італійський сад

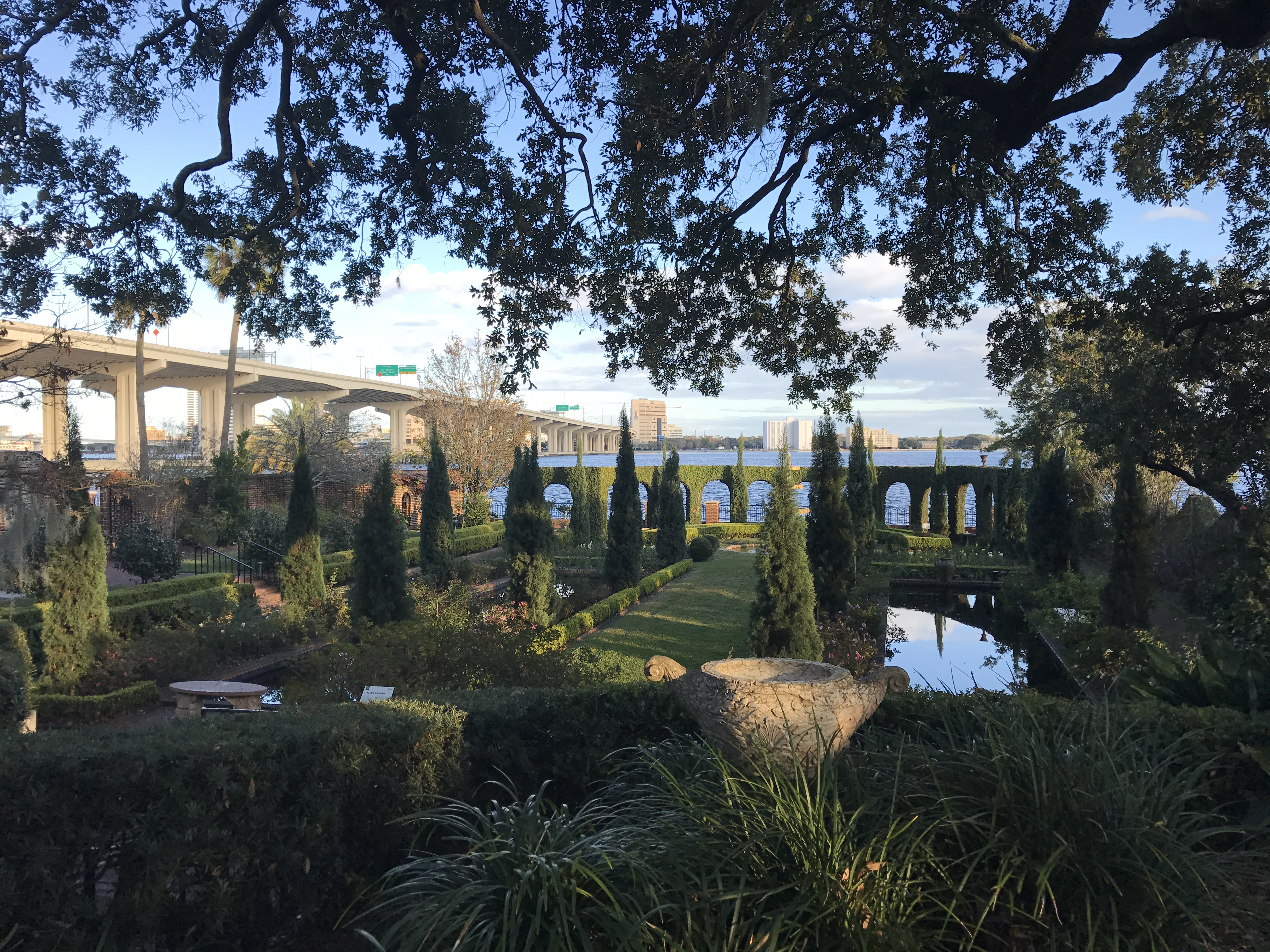
Італійський сад

Еллен Біддл Шипман спроектувала Італійський сад у травні 1931 року. У ньому є два ряди обрізаних вічнозелених рослин між двома довгими прямокутними відзеркалюючими басейнами. Вона має фокус у кінці саду у вигляді мармурового фонтану, оточеного арочною глорієтою. Також є ряд статуй, прикрас, діжки з маленьких дерев та квітів.
У 2002 році центральний фонтан, є точним відтворенням мармуру Боттічіно, скульптуру Нікола Стагетті у П'єтрасанті, Італія.

### Олмстедський сад

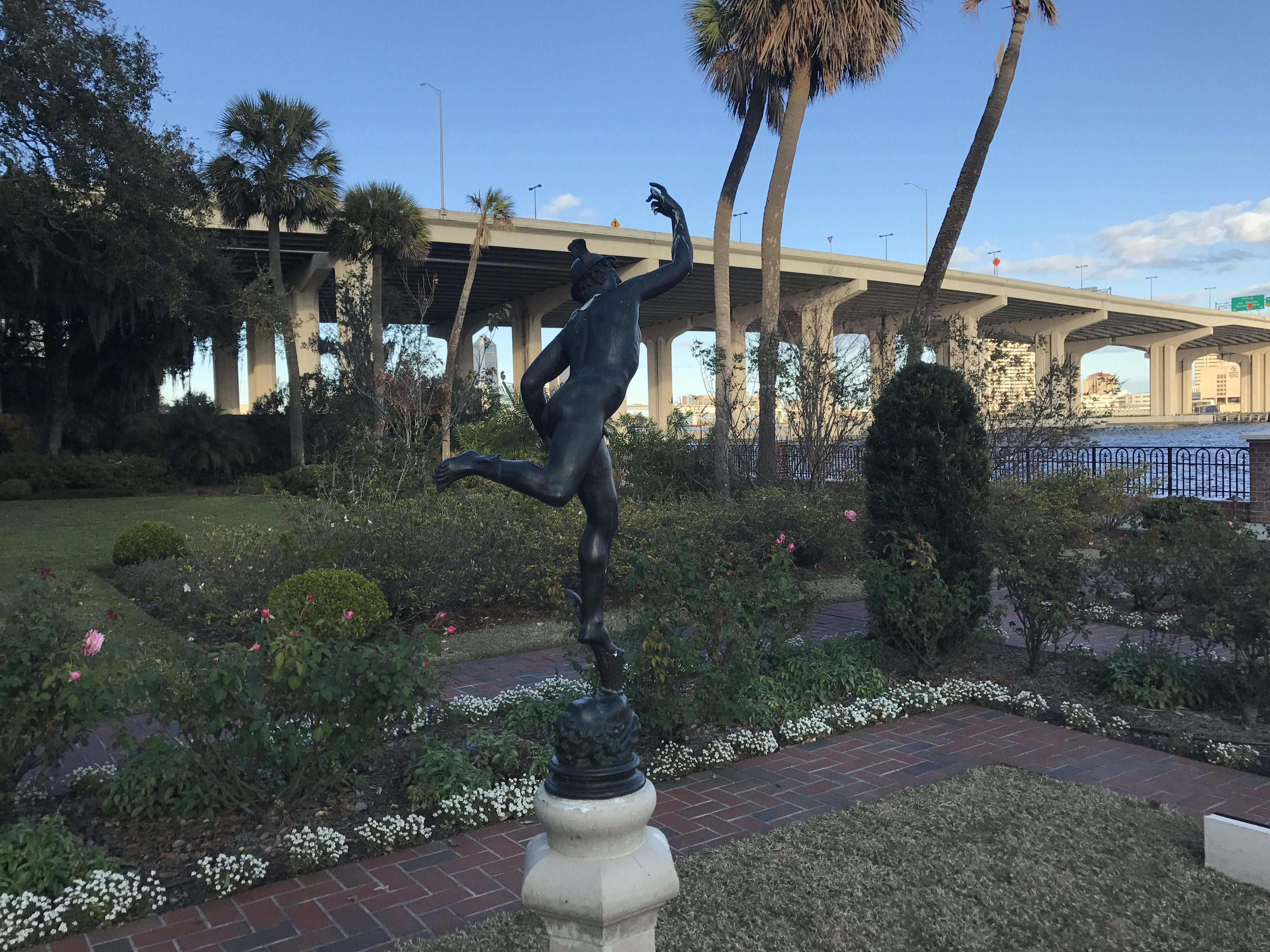
Статуя Меркурія в Олмстедському саду

Сад Олмстед було розроблено Братами Олмстед, синами Фредеріка Лоу Олмстеда, дизайнера Центрального парку у Нью-Йорку. Його розташовано за будинком Волдо та Клари. У ньому представлені численні різновиди квітів і дерев, вигнуті сходи, портик й 3 садові кімнати.
Після продажу маєтку у 1960 році сад прийшов у непридатність, але з придбанням будівлі Барнетта планували відновити його за допомогою історичних фотографій. Відновлення початкового стану було завершено у 2013 році. У самому розквіті центральною частиною саду була неокласична бронзова статуя Меркурія невідомого художника. Статуя була подарована в 1960-х роках, але її повернули музею близько 2013 року для показу у відновленому саду.

### Куммерів дуб
Куммерський дуб - це велике живе дубове дерево, якому, за оцінками, від 175 до 200 років, що помітно височить над садами. Висотою у 24 метри, 42 метри у діаметрі й периметр стовбура - 6,3 метри.

## Освіта

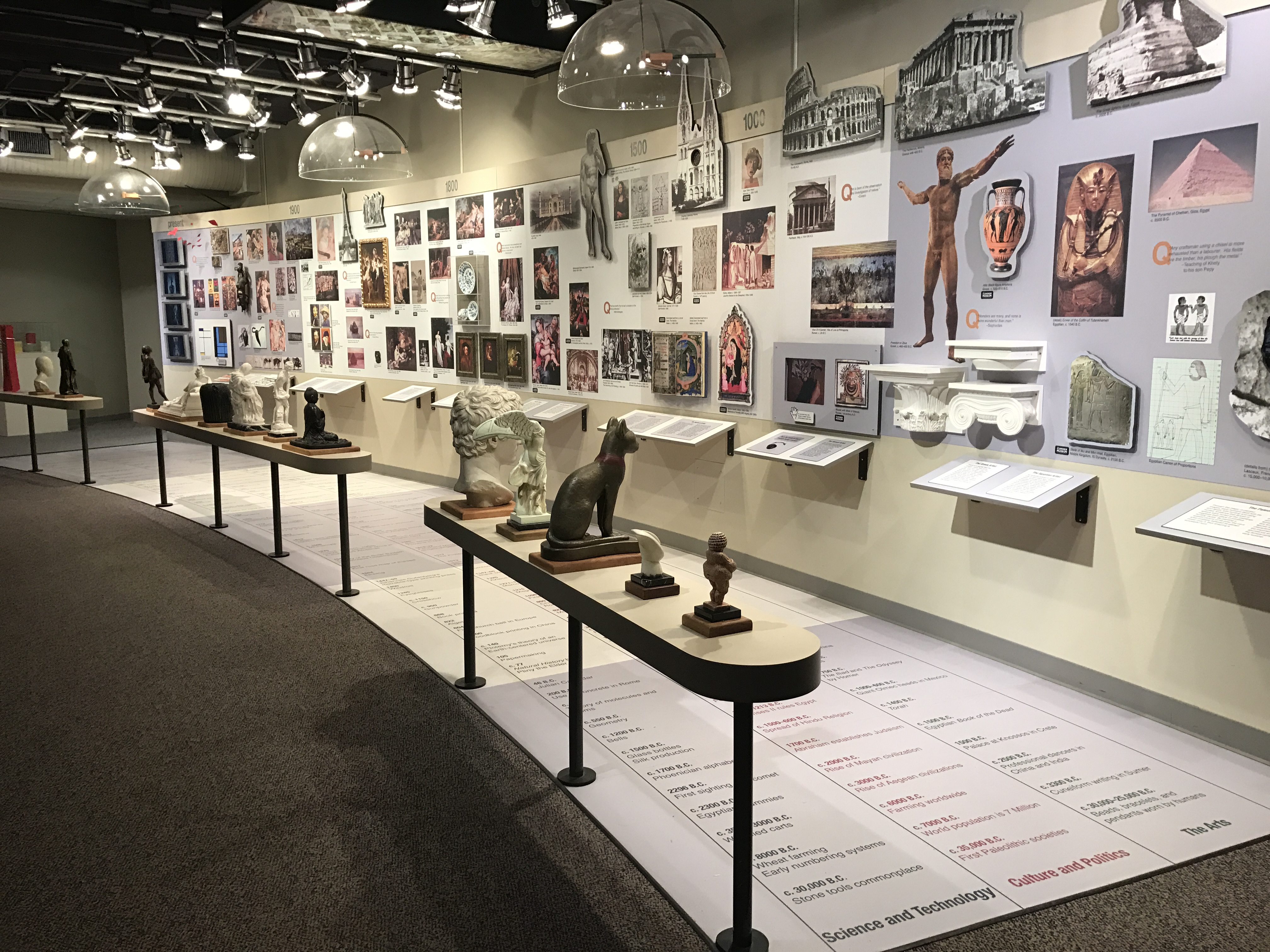
Хронологія історії мистецтва, розташована у Art Connections.

Розширення музею 1992 року створило простір для нового навчального центру під назвою Art Connections. Art Connections дозволив тисячам місцевих школярів досвід мистецької освіти завдяки практичному досвіду, урокам мистецтва та спеціальним турам для студентів. У 1994 році Art Connections отримав Національну премію за музейне обслуговування від Інституту музейних та бібліотечних служб за видатне суспільне обслуговування.

## Художня галерея

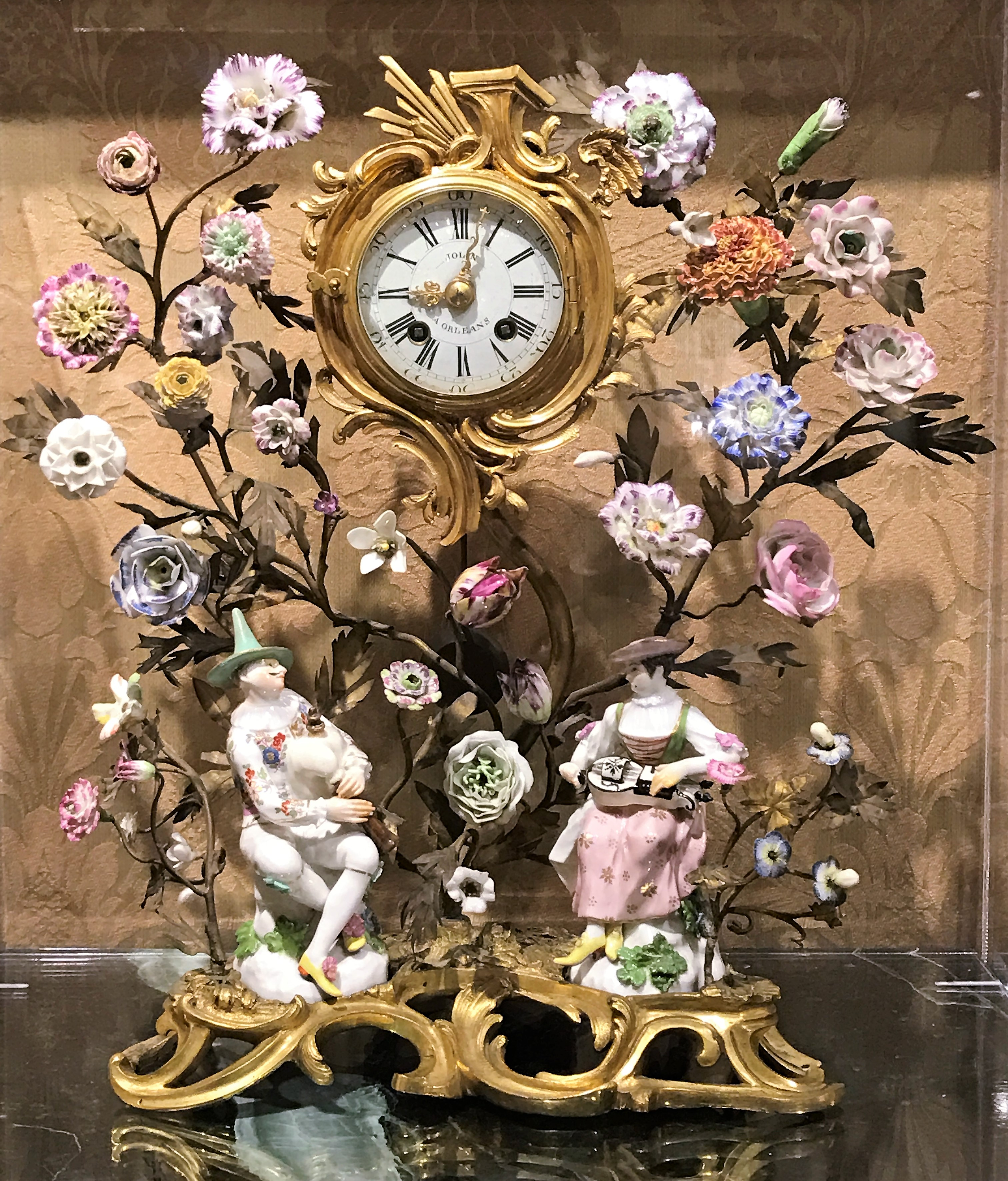
Йоган Йоахім Кандлер(інші мови), надкамінний годинник Ormolu(інші мови) з фігурами(інші мови) Майсенської порцеляни, приб. 1735 рік
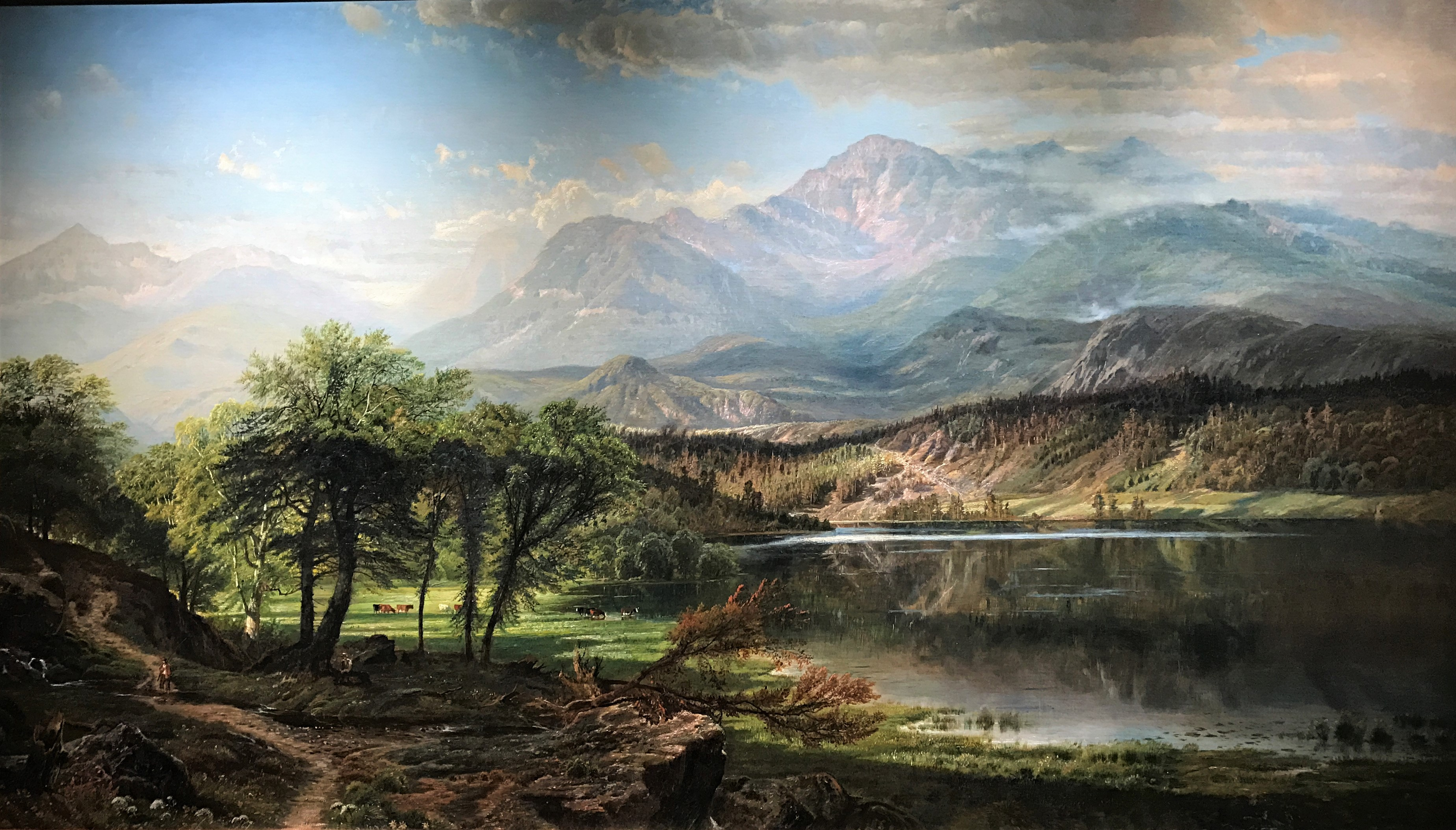
Едмунд Дарч Льюїс(інші мови), Маунт-Вашингтон, Нью-Гемпшир, приб. 1865 рік
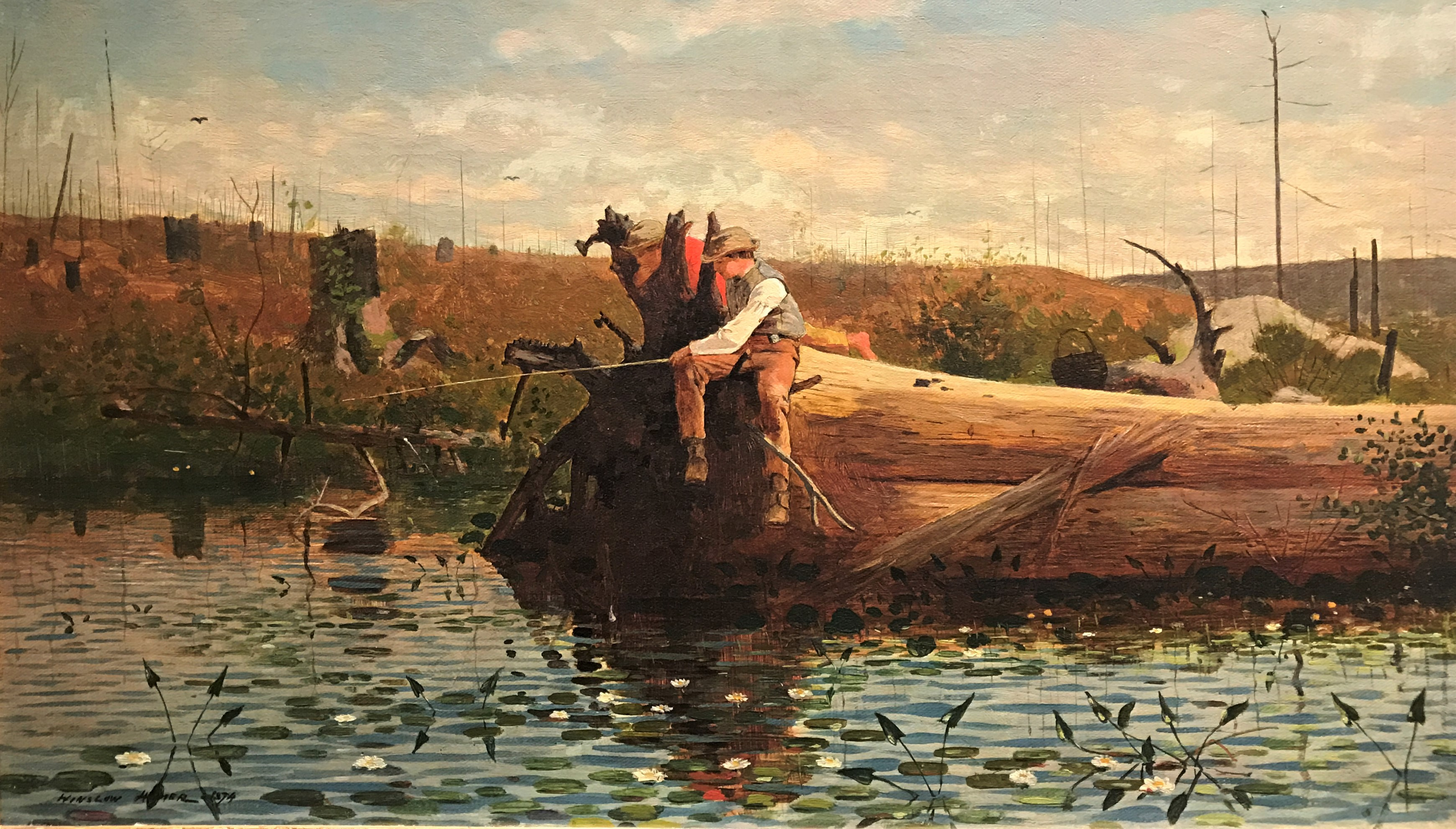
Вінслоу Гомер, Чекаючи укусу, приб. 1874 рік
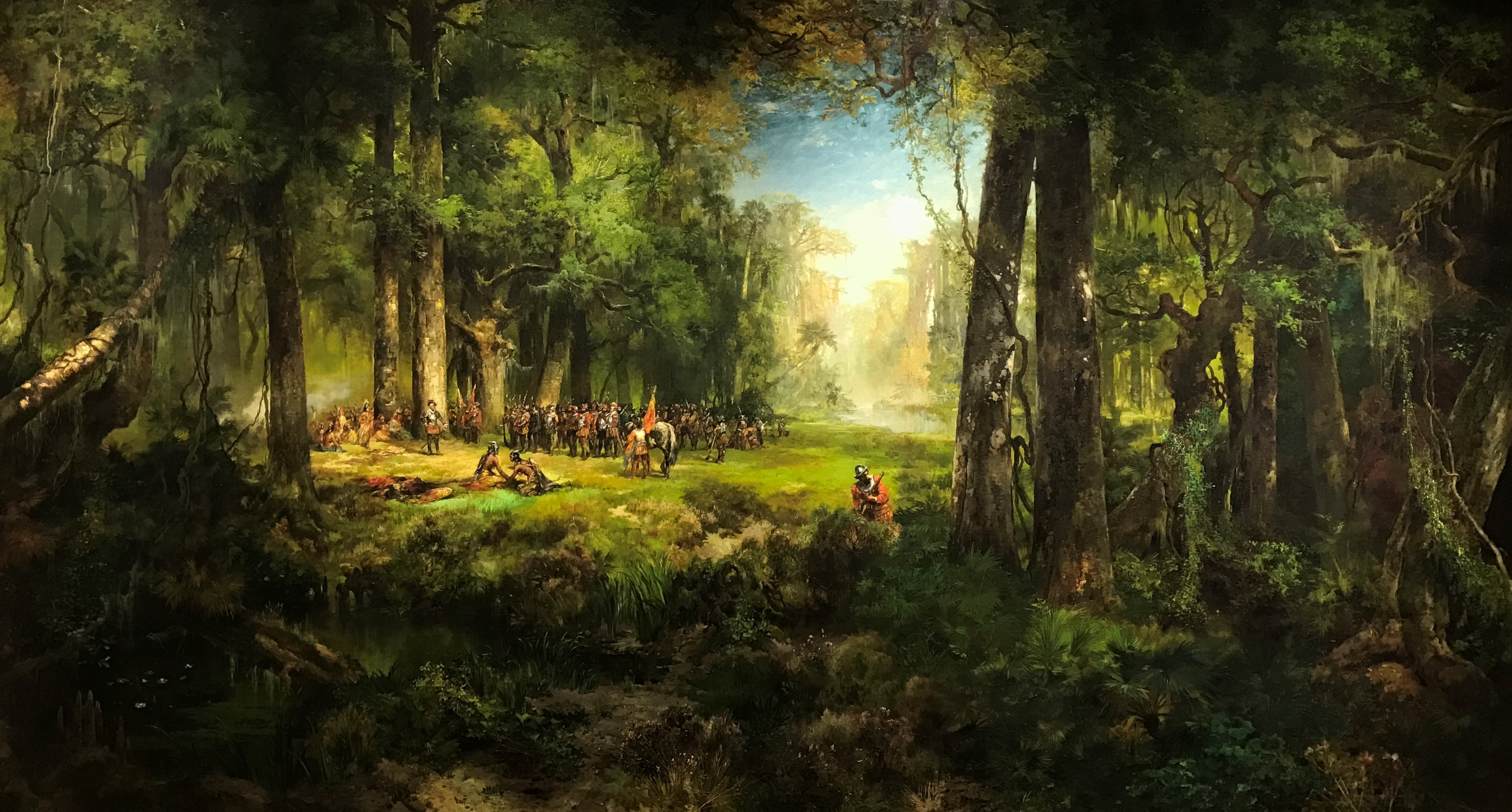
Томас Моран(інші мови), Понсе де Леон у Флориді, приб. 1877-1878 роки
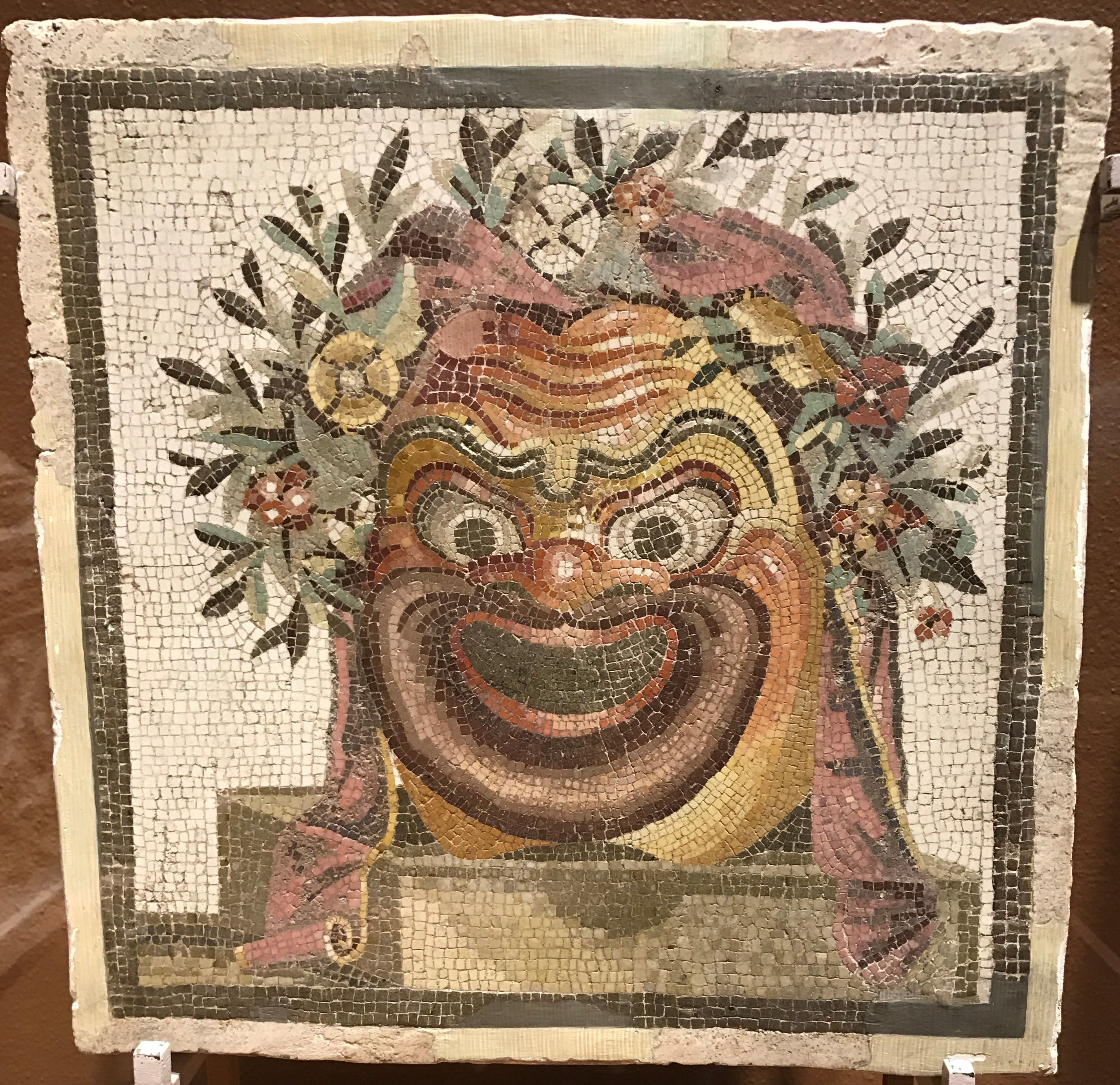
Невідомий художник, Мозаїка з маскою Сілени, приб 100 по Р.Х.
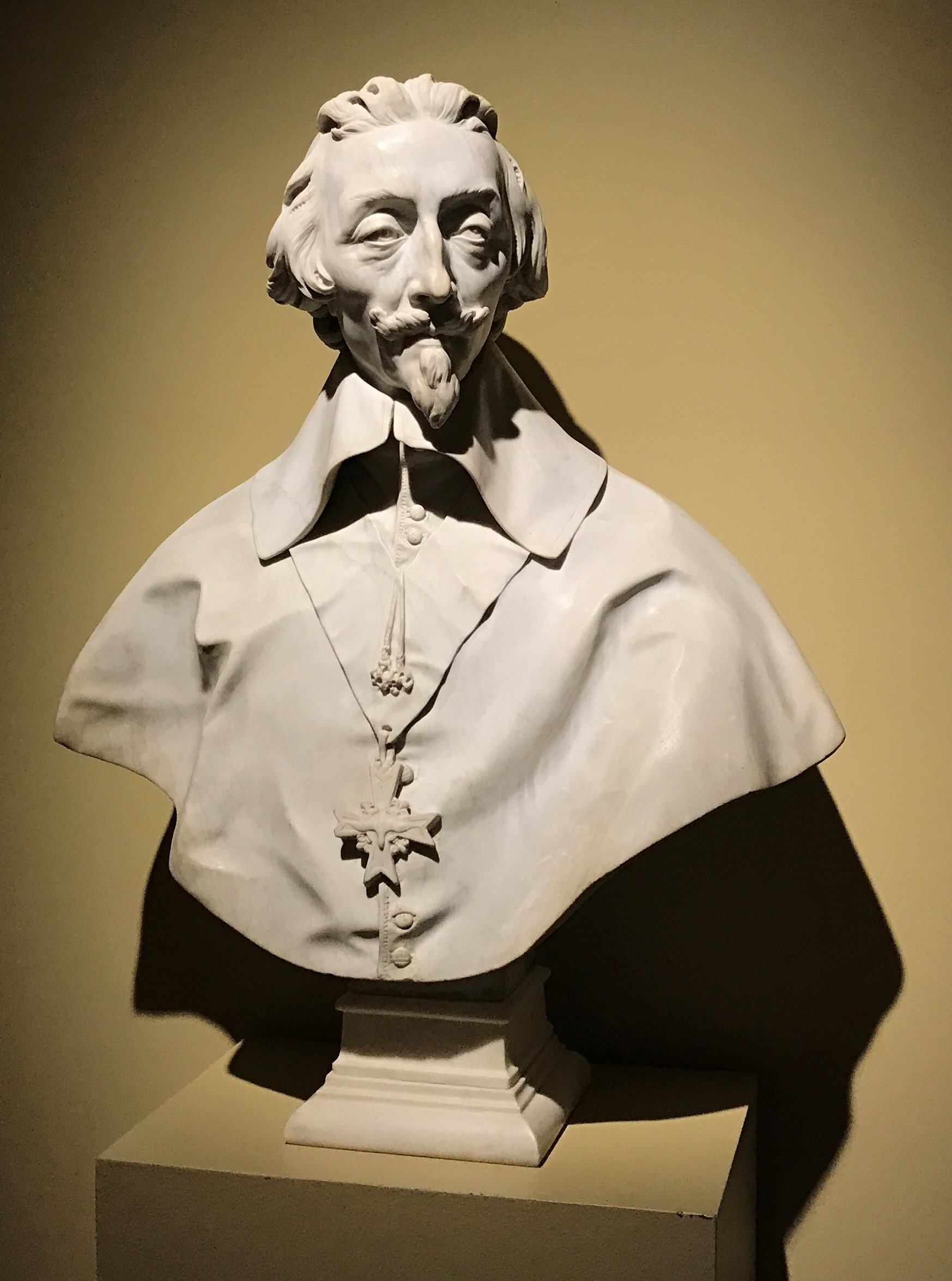
Майстерня Джана Лоренцо Берніні, Арман Жан дю Плессі, кардинал де Рішельє, приб 1641 рік
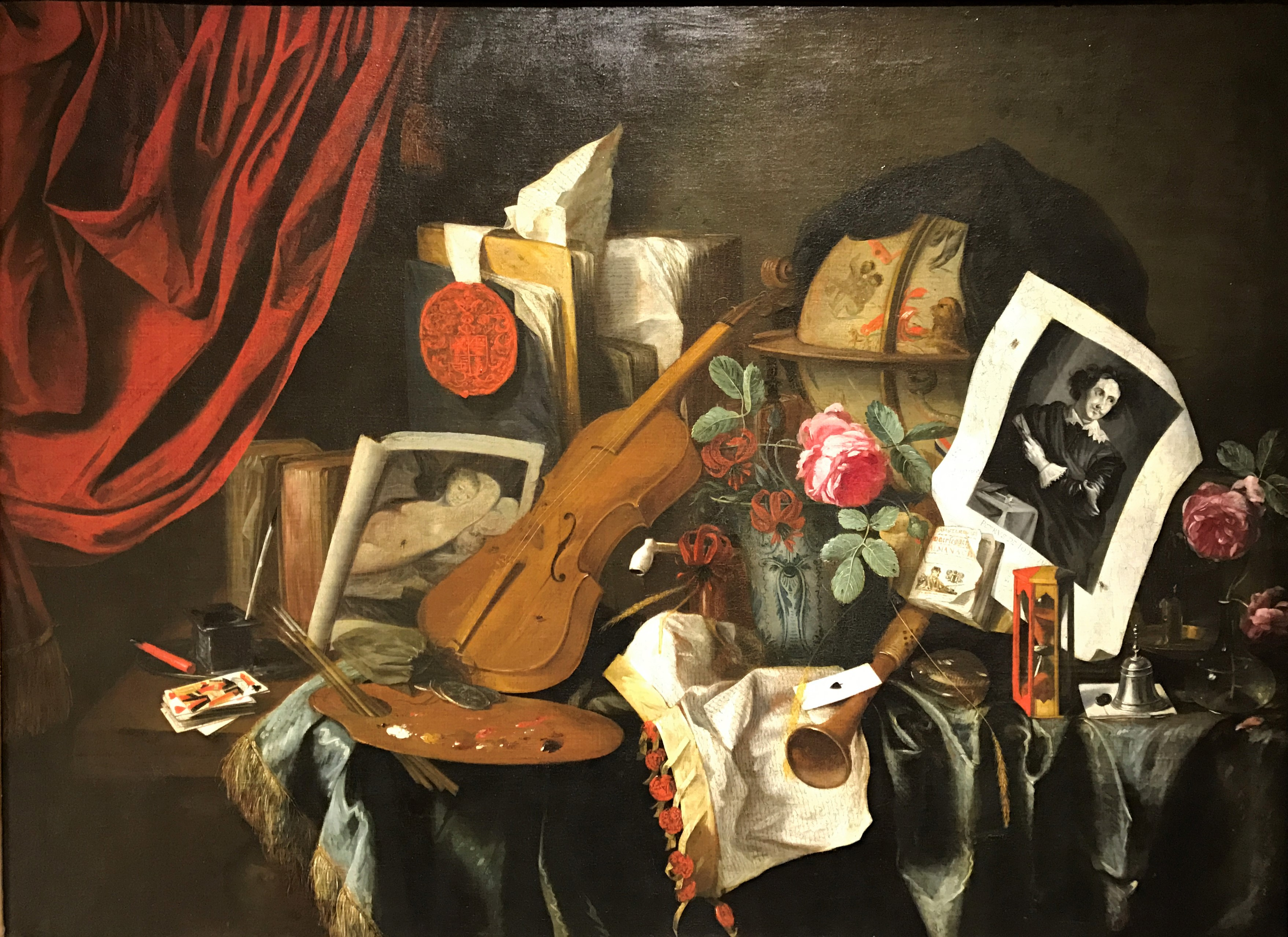
Жак Де Клей(інші мови), Ванітас, 1677 рік
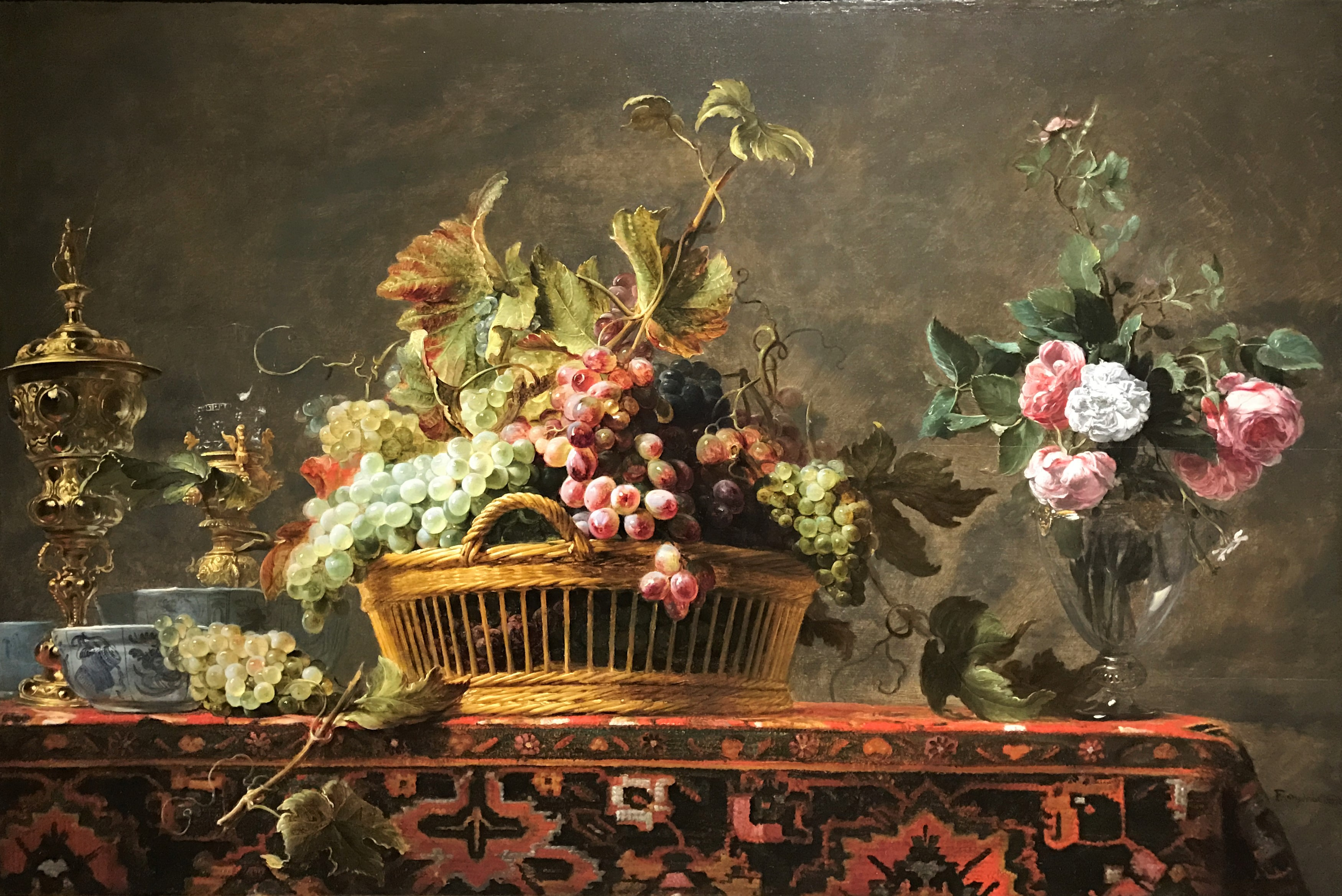
Франс Снайдерс, Натюрморт з фруктами та квітами, приб. 1630 рік
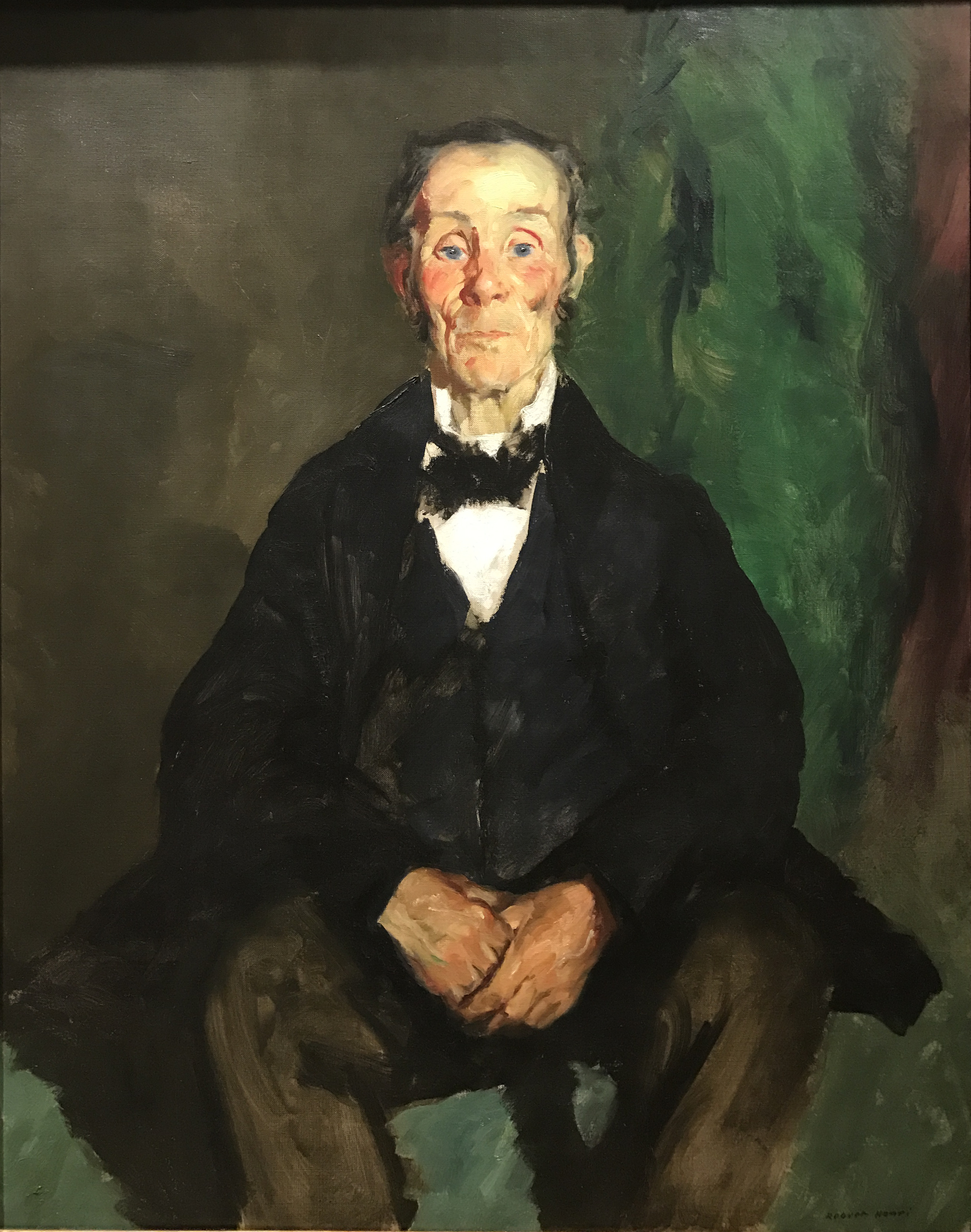
Роберт Генрі, Путівник по Круагану (Брайан О'Маллей), приб. 1913 рік
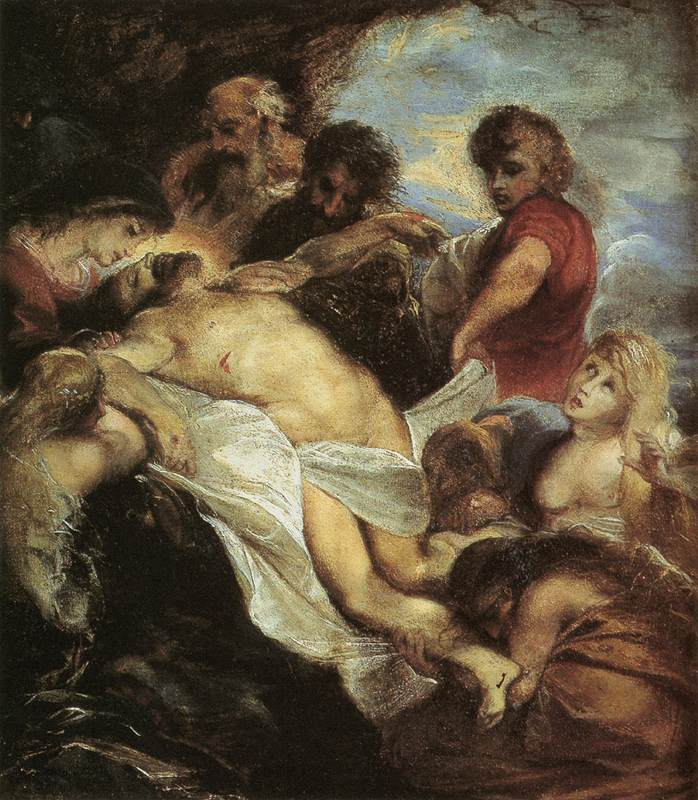
Пітер Пол Рубенс, Плач, приб. 1602 рік
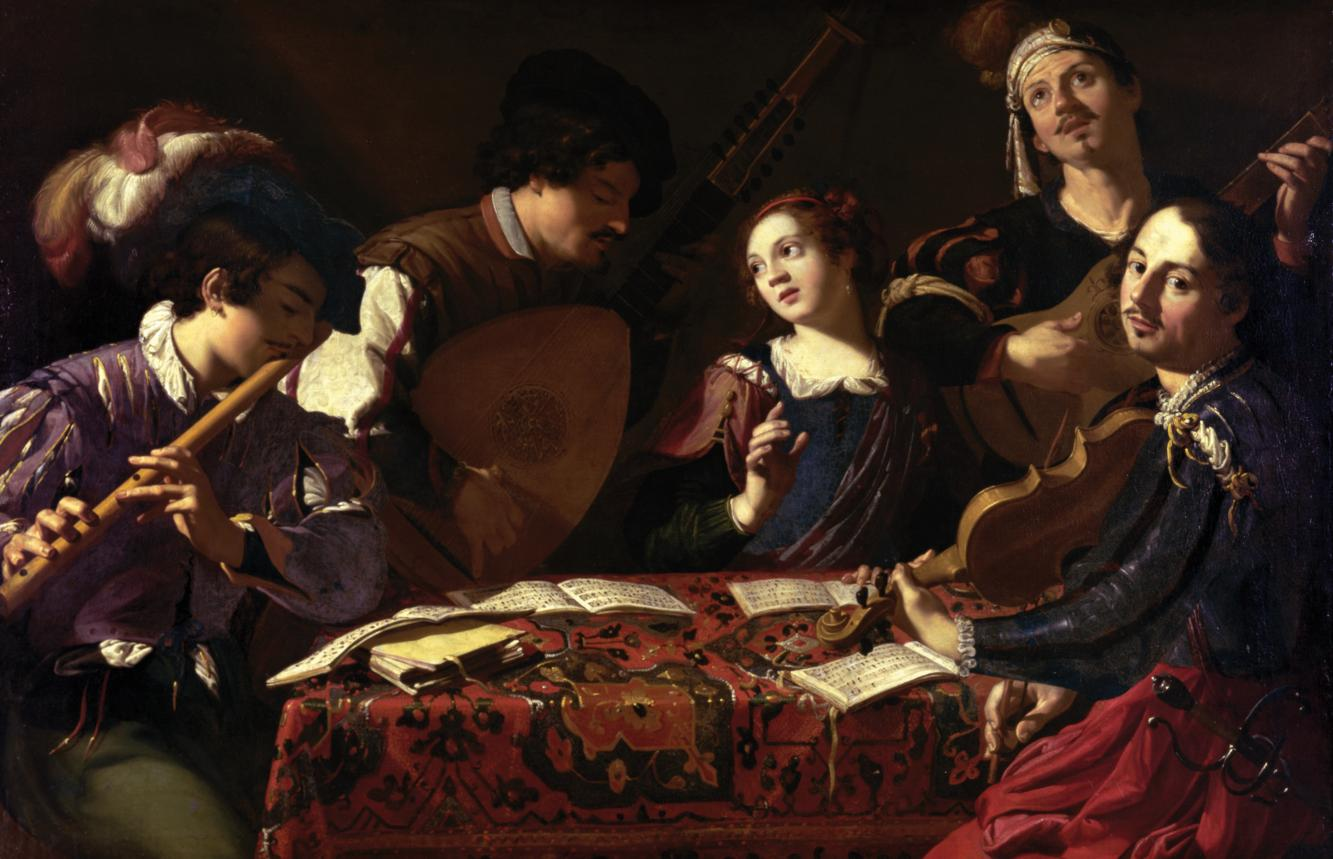
Теодор Ромбоутс, Концерт, приб. 1620 рік
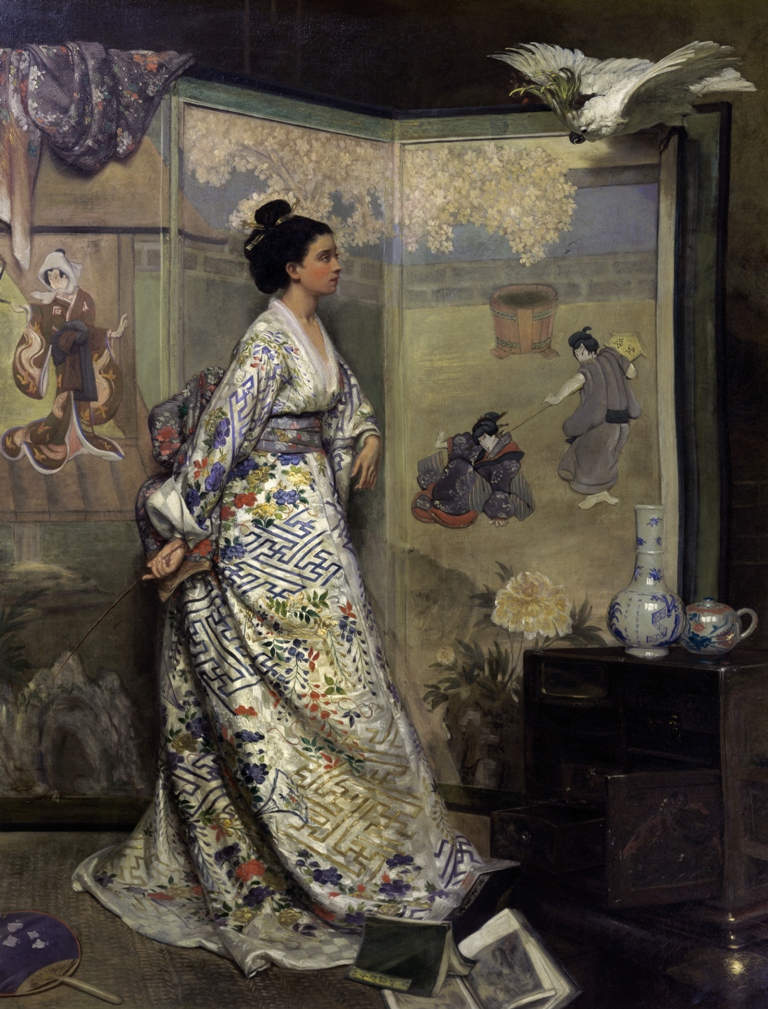
Густав Леонард де Йонге(інші мови), японський фанат, приб. 1865 рік
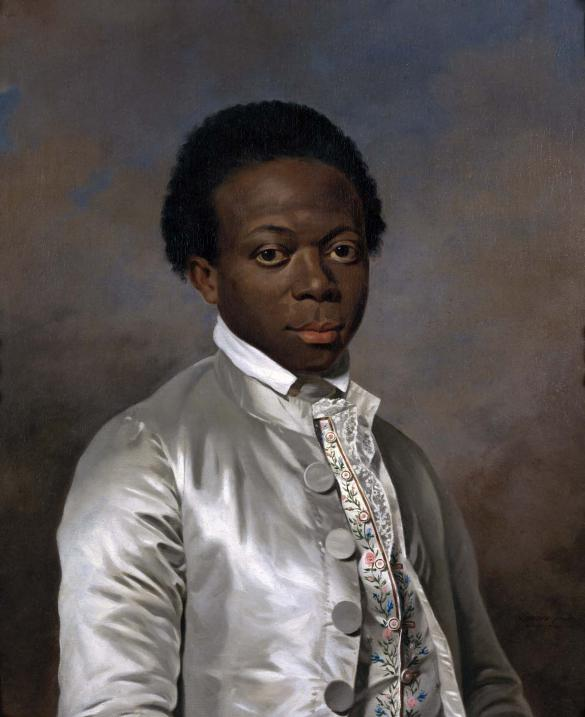
Жак-Антуан-Марі Лемуан(інші мови), портрет Замора, приб. 1785 рік
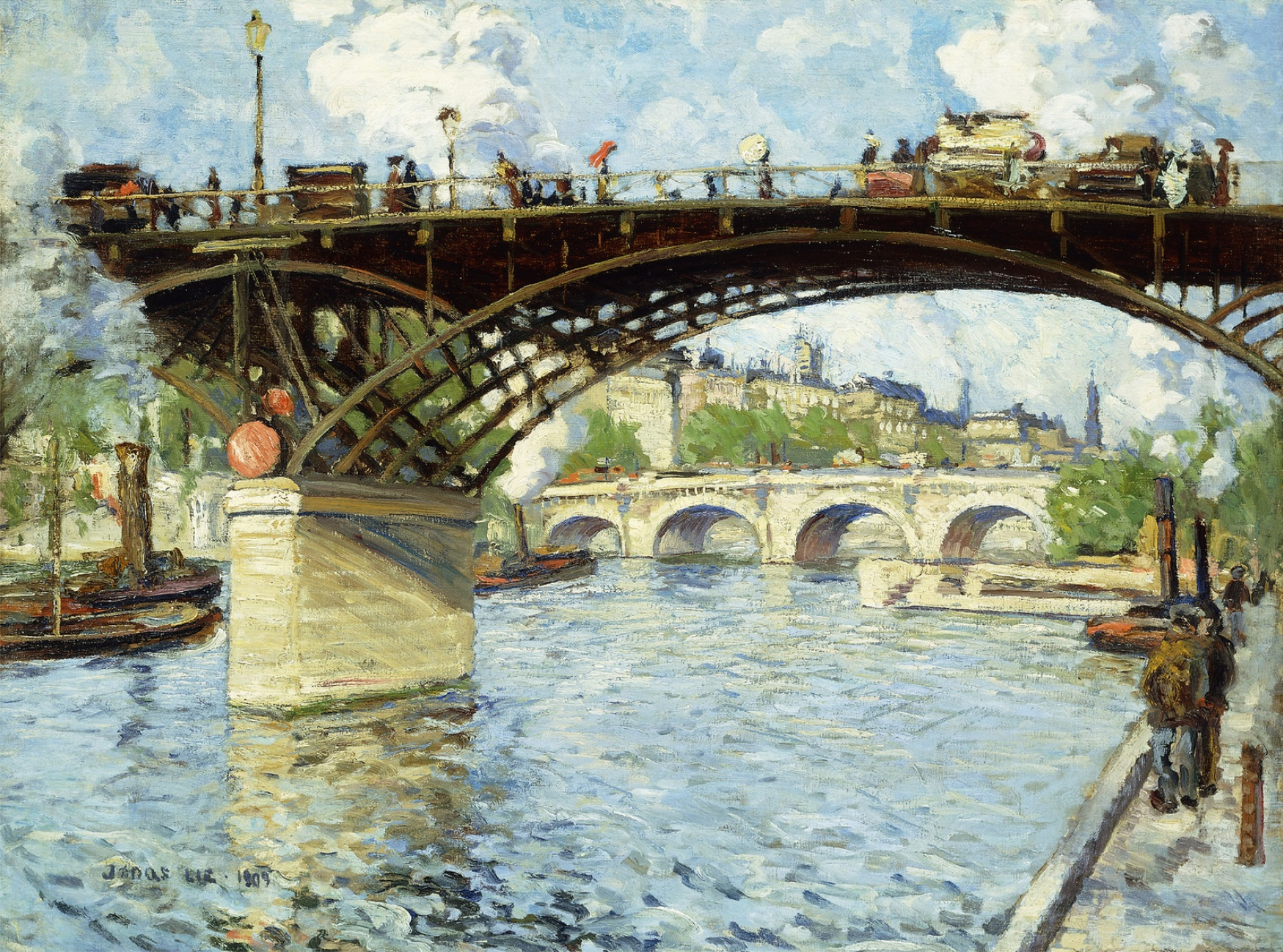
Йонас Лі(інші мови), Вид на Сену, приб. 1909 рік
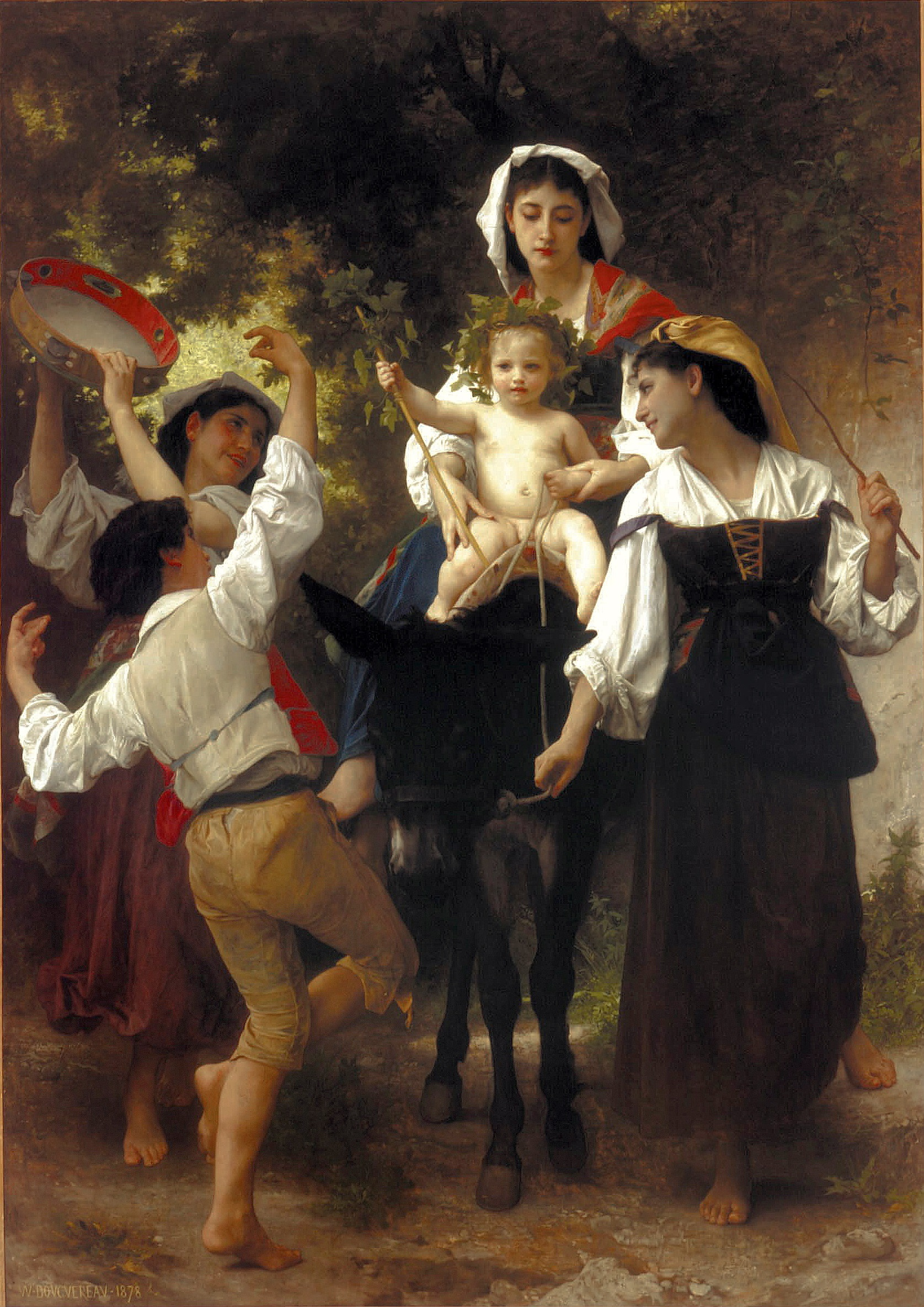
Вільям-Адольф Бугро, Повернення з урожаю, приб. 1878 рік
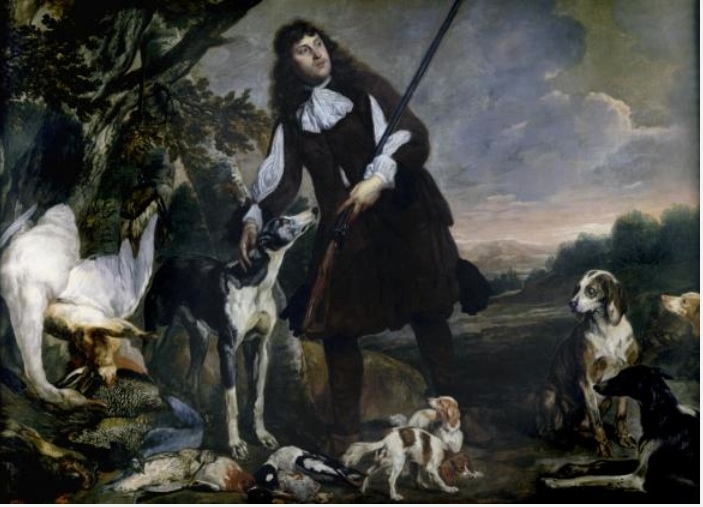
Пітер Тайс(інші мови) і Пітер Боель(інші мови), Мисливець зі своїми собаками та грою, приб. 1650 рік